# Церковь святых Константина и Елены (Эдирне)
Церковь святых Константина и Елены (тур. Konstantin-Elena Kilisesi, греч. Ἱερός Ναός Ἁγίων Θεοστέπτων Βασιλέων καί Ἰσαποστόλων Κωνσταντίνου καί Ἑλένης, болг. Църква „Св. св. Константин и Елена“) — храм Адрианопольской митрополии Константинопольской православной церкви, расположенный в Эдирне, в районе «Абдурахман», по соседству с «Узункалдырым». По составу прихожан церковь является болгарской, и наряду с болгарской церковью святого Георгия, является единственным действующим храмом в епархии.
Построена в 1869 году менее чем за семь месяцев и является ярким примером восточно-православной церковной архитектуры того времени.
Церковь была капитально отремонтирована в 2008 году после долгих лет заброшенности. Проект реконструкции был частично профинансирован правительством Болгарии.